# グジェゴシュ・ノヴァーク
- グレゴーシュ・ノヴァーク
- グジェゴシュ・ノヴァック

グジェゴシュ・ノヴァーク（ポーランド語: Grzegorz Nowak、1951年8月15日 - ）は、ポーランド出身の指揮者。

## 人物・来歴
ポズナンの生まれ。1970年から1976年まで地元の音楽大学でヤドヴィカ・カリシェフスカにヴァイオリン、フロリアン・ドンブロフスキに作曲、ヴィトルド・クルゼミンスキとステファン・ストリグロシュに指揮法を学ぶ。1976年から1980年までスウプスク交響楽団の指揮者となり、1977年からスウプスク歌劇場でも指揮するようになった。1981年からアメリカのイーストマン音楽学校に留学し、タングルウッド音楽祭でレナード・バーンスタイン、イーゴリ・マルケヴィチ、エーリヒ・ラインスドルフや小澤征爾等の薫陶を受けた。1984年のジュネーヴ国際音楽コンクールの指揮者部門で優勝。1991年からクルト・マズアの指揮するニューヨーク・フィルハーモニックの補助指揮者を務めた。2004年からポズナン・フィルハーモニー管弦楽団の首席指揮者。2023年8月、フィリピン・フィルハーモニー管弦楽団の音楽監督・首席指揮者に就任。